# Акташева, Ирина Алексеевна
Ирина Алексеевна Акташева (6 октября 1931, Иолотань — 11 февраля 2018, София) — советская актриса, болгарская кинорежиссёр русского происхождения.

## Биография
Родилась в 1931 году в городе Иолотань, Туркменская ССР, СССР.
В 1953 году окончила ВГИК (мастерская С. А. Герасимова и Т. Ф. Макаровой).
В 1953—1955 годах работала в Московском Театре-студии киноактера.
Выйдя замуж за болгарского режиссёра Христо Пискова приехала в Болгарию, сыграла в фильме «Командир отряда» (1959), затем была ассистентом режиссёра на фильме мужа «Улица бедняков» (1960), а в следующем его фильме «Смерти нет» (1962) выступила его сорежиссёром, и в дальнейшем была сорежиссёром всех фильмов мужа.
Дважды лауреат Фестиваля болгарских фильмов «Золотая роза» в Варне (1963, 1972).
Заслуженная артистка НРБ (1982), награждена орденами Кирилл и Мефодий ІІ и ІІІ степеней.
В 2009 году вместе с мужем получила награду Союза болгарских кинематографистов за свои многолетние достижения в болгарском киноискусстве.
Умерла в 2018 году в Софии, похоронена на Центральном кладбище.

## Фильмография
Актриса:
- 1955 — Урок жизни (СССР) — Лиза, одногруппница Наташи, жена Васи
- 1959 — Командир отряда / Командирът на отряда (Болгария) — Людмила

Режиссёр:
- 1963 — Смерти нет / Смърт няма
- 1965 — Понедельник утром / Понеделник сутрин
- 1973 — Как песня / Като песен
- 1977 — Солнечный удар / Слънчев удар
- 1981 — Лавина / Лавина
- 1986 — Лишь ты, сердце… / Само ти, сърце